# Gmina miejska Surčin
Gmina miejska Surčin (serb. Gradska opština Surčin / Градска општина Сурчин) – gmina miejska w Serbii, w mieście Belgrad. W 2018 roku liczyła 46 406 mieszkańców.